# Słownik historyczno-geograficzny województwa poznańskiego w średniowieczu
Słownik historyczno-geograficzny województwa poznańskiego w średniowieczu – encyklopedyczny słownik poświęcony geografii historycznej terytorium obecnego oraz historycznego województwa poznańskiego publikowany w latach 1982–2016 .

## Historia
„Słownik historyczno-geograficzny województwa poznańskiego w średniowieczu” ukazał się w ramach serii wydawniczej ogólnopolskiego projektu „Słownik historyczno-geograficzny ziem polskich w średniowieczu”. Decyzję o opracowaniu i publikacji tego wydawnictwa podjął Instytut Historii PAN powołując do życia w 1958 Pracownię Słownika Historyczno-Geograficznego, której zadaniem miało być opracowanie serii słowników regionalnych poświęconych geografii historycznej Polski średniowiecznej .
W 1958 kierownikiem Pracowni był prof. dr Karol Buczek, a od 1975 kierował nią prof. dr Jerzy Wiśniewski . Nad wydawnictwem pracował zespół redakcyjny złożony z kilkunastu osób. Byli to:  Stefan Chmielewski, Krystyna Górska-Gołaska, Jerzy Luciński, Tomasz Jurek, Antoni Gąsiorowski, Izabela Skierska, Grażyna Rutkowska, Paweł Dembiński, Tomasz Gidaszewski. Oprócz historyków pracę konsultowali również archeolodzy: Alina Łosińska, Zofia Kurnatowska i inni .

## Wydania
Słownik historyczno-geograficzny województwa poznańskiego wydawany jest w zeszytach składających się na tomy. Publikacja nie jest zakończona i w dalszym ciągu wydawane są nowe tomy. Dotychczas opublikowane tomy oraz zeszyty :
- cz. I, (A–H), opr. Stefan Chmielewski, Krystyna Górska-Gołaska, Jerzy Luciński,
  - zesz. 1, (A – B), Ossolineum, Wrocław 1982;
  - zesz. 2, (CA – Dębowa Łęka), Ossolineum, Wrocław 1982;
  - zesz. 3, (Dębowa Łęka – Gorzyca),  Ossolineum, Wrocław 1986;
  - zesz. 4, (Gorzyce – Hyze), Ossolineum, Wrocław 1987;
- cz. II, (I – Ł),
  - zesz. 1, (Ihylowiecz – Kęszyca), opr. S. Chmielewski, K. Górska-Gołaska, Tomasz Jurek, J. Luciński, Ossolineum, Wrocław 1988;
  - zesz. 2, (Kęszyca – Koszino), opr. S. Chmielewski, K. Górska-Gołaska, T. Jurek, J. Luciński, Ossolineum, Wrocław 1991;
  - zesz. 3, (Koszkowo – Kuczyna), opr. K. Górska-Gołaska, T. Jurek, J. Luciński, Grażyna Rutkowska, Ossolineum, Wrocław 1991;
  - zesz. 4, (Kuczyna – Lwówek), opr. K. Górska-Gołaska, T. Jurek, J. Luciński, G. Rutkowska, pod red. Antoniego Gąsiorowskiego, Wydawnictwo Poznańskiego Towarzystwa Przyjaciół Nauk (PTPN), Poznań 1992;
- cz. III, (L–Q),
  - zesz. 1, (Ł – Myszkowo), opr. K. Górska-Gołaska, T. Jurek, J. Luciński, G. Rutkowska, Izabela Skierska, pod red. A. Gąsiorowskiego, Wydawnictwo PTPN, Poznań 1993;
  - zesz. 2, (Myszkowo – Oporowo), opr. K. Górska-Gołaska, T. Jurek, J. Luciński, G. Rutkowska, I. Skierska, pod red. A. Gąsiorowskiego, Wydawnictwo PTPN, Poznań 1995;
  - zesz. 3, (Oporowo – Pniewo), opr. K. Górska-Gołaska, T. Jurek, G. Rutkowska, I. Skierska, pod red. A. Gąsiorowskiego, Wydawnictwo PTPN, Poznań 1997;
  - zesz. 4, (Pniewy – Q), opr. Paweł Dembiński, K. Górska-Gołaska, T. Jurek, G. Rutkowska, I. Skierska, pod red. A. Gąsiorowskiego, Wydawnictwo PTPN, Poznań 1999;
- cz. IV, (R–S),
  - zesz. 1, (R), opr. P. Dembiński, K. Górska-Gołaska, T. Jurek, G. Rutkowska, I. Skierska, współpraca archeologiczna Alina Łosińska, pod red. A. Gąsiorowskiego, Wydawnictwo PTPN, Poznań 2001;
  - zesz. 2, (Sabel – Sikorzyn), opr. P. Dembiński, K. Górska-Gołaska, T. Jurek, G. Rutkowska, I. Skierska, współpraca archeologiczna A. Łosińska, pod red. A. Gąsiorowskiego, Wydawnictwo PTPN, Poznań 2003;
  - zesz. 3, (Silino – Spzarszki), opr. P. Dembiński, K. Górska-Gołaska, T. Jurek, G. Rutkowska, I. Skierska, współpraca archeologiczna A. Łosińska, pod red. T. Jurka, Wydawnictwo PTPN, Poznań 2005;
  - zesz. 4, (Squartnycze – Szytowyeczsko), opr. P. Dembiński, K. Górska-Gołaska, T. Jurek, G. Rutkowska, I. Skierska, współpraca archeologiczna A. Łosińska, pod red. T. Jurka, Wydawnictwo PTPN, Poznań 2008;
- cz. V, (Ś – W),
  - zesz. 1, (Ś), opr. P. Dembiński, Tomasz Gidaszewski, K. Górska-Gołaska, T. Jurek, G. Rutkowska, I. Skierska, współpraca archeologiczna Zofia Kurnatowska, pod red. T. Jurka, Wydawnictwo PTPN, Poznań 2011;
  - zesz. 2, (Tabliny – Unięcie), opr. P. Dembiński, T. Gidaszewski, K. Górska-Gołaska, T. Jurek, G. Rutkowska, I. Skierska, pod red. T. Jurka, Wydawnictwo PTPN, Poznań 2014;
  - zesz. 3, (Unino – Wilkowo Teuthonicum), opr. P. Dembiński, T. Gidaszewski, K. Górska-Gołaska, T. Jurek, Adam Kozak, G. Rutkowska, pod red. T. Jurka, Wydawnictwo PTPN, Poznań 2016.